# 出版芸術社
出版芸術社（しゅっぱんげいじゅつしゃ）は、東京都千代田区に本部を置く日本の出版社。

## 沿革
1988年に、講談社・東都書房の元社員の原田裕が定年退職後に起業した。「新芸術社」として創業して、山田風太郎『明治バベルの塔 万朝報暗号戦』などを刊行し、のちに現在の社名にかわる。
文芸書・写真集のほか、原田が合気道家の植芝吉祥丸と大学時代の同級生だった縁から『合気道探求』など合気道関連本を刊行している。
社長の原田裕が高齢になったことから廃業の話も持ち上がったが、2015年4月1日に静山社の持株会社フェニックス・ホールディングスが株式を取得し、同社の子会社になり存続が決まった。静山社取締役の松岡綾が新社長に就任し、原田は相談役に退いた。2017年12月現在の社長は松岡佑子である。

## 主な刊行物
- ふしぎ文学館シリーズ
- 『横溝正史自選集』1-7（横溝正史）
- 『規範合気道　基本編・応用編』（植芝吉祥丸・植芝守央）
- 『皆川博子コレクション』1-5（皆川博子）

### 定期刊行物
- 『合気道探求』 - 年2回刊。公益財団法人合気会編集